# Narciarstwo alpejskie na Zimowych Igrzyskach Paraolimpijskich 2006
Podczas Zimowych Igrzysk Paraolimpijskich 2006 zawody w narciarstwie alpejskim odbyły się we włoskim Sestriere.

## Mężczyźni

### Zjazd stojąc
| Medal  | Zawodnik               | Czas     |
| Złoto  | Gerd Schönfelder (GER) | 1:18,490 |
| Srebro | Michael Milton (AUS)   | 1:19,860 |
| Brąz   | Walter Lackner (AUT)   | 1:20,190 |

### Zjazd niewidomych
| Medal  | Zawodnik               | Czas     |
| Złoto  | Gerd Gradwohl (GER)    | 1:17,220 |
| Srebro | Chris Williamson (CAN) | 1:17,990 |
| Brąz   | Nicolas Berejny (FRA)  | 1:18,390 |

### Zjazd siedząc
| Medal  | Zawodnik                 | Czas     |
| Złoto  | Kevin Bramble (USA)      | 1:21,030 |
| Srebro | Chris Devlin-Young (USA) | 1:22,040 |
| Brąz   | Denis Barbet (FRA)       | 1:22,200 |

### Supergigant stojąc
| Medal  | Zawodnik               | Czas     |
| Złoto  | Walter Lackner (AUT)   | 1:11,870 |
| Srebro | Gerd Schönfelder (GER) | 1:11,890 |
| Brąz   | Toby Kane (AUS)        | 1:12,030 |

### Supergigant niewidomych
| Medal  | Zawodnik                    | Czas     |
| Złoto  | Gianmaria Dal Maistro (ITA) | 1:14,160 |
| Srebro | Radomír Dudáš (SVK)         | 1:14,370 |
| Brąz   | Chris Williamson (CAN)      | 1:14,530 |

### Supergigant siedząc
| Medal  | Zawodnik                  | Czas     |
| Złoto  | Martin Braxenthaler (GER) | 1:12,830 |
| Srebro | Harald Eder (AUT)         | 1:14,430 |
| Brąz   | Robert Fröhle (AUT)       | 1:15,040 |

### Slalom gigant stojąc
| Medal  | Zawodnik               | Czas (1-2 przejazd)      |
| Złoto  | Gerd Schönfelder (GER) | 1:48,610 (57,12-51,49)   |
| Srebro | Masahiko Tokai (JPN)   | 1:49,930 (59,50-50,43)   |
| Brąz   | Thomas Pfyl (SUI)      | 1:50,820 (1:00,16-50,66) |

### Slalom gigant niewidomych
| Medal  | Zawodnik                    | Czas (1-2 przejazd)    |
| Złoto  | Nicolas Berejny (FRA)       | 1:50,660 (57,98-52,68) |
| Srebro | Gianmaria Dal Maistro (ITA) | 1:52,770 (58,55-54,22) |
| Brąz   | Eric Villalon (ESP)         | 1:54,020 (58,84-55,18) |

### Slalom gigant siedząc
| Medal  | Zawodnik                  | Czas (1-2 przejazd)    |
| Złoto  | Martin Braxenthaler (GER) | 1:50,830 (58,19-52,64) |
| Srebro | Taiki Morii (JPN)         | 1:52,440 (58,56-53,88) |
| Brąz   | Jürgen Egle (AUT)         | 1:52,790 (59,25-53,54) |

### Slalom stojąc
| Medal  | Zawodnik                | Czas (1-2 przejazd)    |
| Złoto  | Robert Meusburger (AUT) | 1:22,010 (42,86-39,15) |
| Srebro | Thomas Pfyl (SUI)       | 1:22,300 (42,81-39,49) |
| Brąz   | Gerd Schönfelder (GER)  | 1:22,540 (43,44-39,10) |

### Slalom niewidomych
| Medal  | Zawodnik              | Czas (1-2 przejazd)    |
| Złoto  | Nicolas Berejny (FRA) | 1:26,840 (45,36-41,48) |
| Srebro | Eric Villalon (ESP)   | 1:27,160 (46,11-41,05) |
| Brąz   | Gerd Gradwohl (GER)   | 1:27,260 (45,78-41,48) |

### Slalom siedząc
| Medal  | Zawodnik                  | Czas (1-2 przejazd)    |
| Złoto  | Martin Braxenthaler (GER) | 1:23,190 (43,74-39,45) |
| Srebro | Harald Eder (AUT)         | 1:26,780 (45,10-41,68) |
| Brąz   | Jürgen Egle (AUT)         | 1:28,390 (47,24-41,15) |

## Kobiety

### Zjazd stojąc
| Medal  | Zawodnik               | Czas     |
| Złoto  | Solène Jambaqué (FRA)  | 1:28,000 |
| Srebro | Reinhild Möller (GER)  | 1:30,000 |
| Brąz   | Iveta Chlebáková (SVK) | 1:30,430 |

### Zjazd niewidomych
| Medal  | Zawodnik               | Czas     |
| Złoto  | Pascale Casanova (FRA) | 1:28,790 |
| Srebro | Sabine Gasteiger (AUT) | 1:32,610 |
| Brąz   | Silvia Parente (ITA)   | 1:34,370 |

### Zjazd siedząc
| Medal  | Zawodnik              | Czas     |
| Złoto  | Laurie Stephens (USA) | 1:29,960 |
| Srebro | Kuniko Obinata (JPN)  | 1:30,890 |
| Brąz   | Claudia Lösch (AUT)   | 1:31,300 |

### Supergigant stojąc
| Medal  | Zawodnik                   | Czas     |
| Złoto  | Solène Jambaqué (FRA)      | 1:14,130 |
| Srebro | Lauren Woolstencroft (CAN) | 1:16,130 |
| Brąz   | Danja Haslacher (AUT)      | 1:18,470 |

### Supergigant niewidomych
| Medal  | Zawodnik               | Czas     |
| Złoto  | Sabine Gasteiger (AUT) | 1:24,240 |
| Srebro | Anna Kulíšková (CZE)   | 1:25,990 |
| Brąz   | Silvia Parente (ITA)   | 1:26,790 |

### Supergigant siedząc
| Medal  | Zawodnik               | Czas     |
| Złoto  | Laurie Stephens (USA)  | 1:19,160 |
| Srebro | Kuniko Obinata (JPN)   | 1:22,220 |
| Brąz   | Kimberley Joines (CAN) | 1:23,040 |

### Slalom gigant stojąc
| Medal  | Zawodnik                   | Czas (1-2 przejazd)      |
| Złoto  | Lauren Woolstencroft (CAN) | 1:57,810 (1:02,99-54,82) |
| Srebro | Andrea Rothfuss (GER)      | 1:59,420 (1:04,26-55,16) |
| Brąz   | Solène Jambaqué (FRA)      | 1:59,810 (1:05,40-54,41) |

### Slalom gigant niewidomych
| Medal  | Zawodnik               | Czas (1-2 przejazd)        |
| Złoto  | Silvia Parente (ITA)   | 2:04,510 (1:03,79-1:00,72) |
| Srebro | Pascale Casanova (FRA) | 2:04,780 (1:06,51-58,27)   |
| Brąz   | Sabine Gasteiger (AUT) | 2:05,830 (1:05,56-1:00,27) |

### Slalom gigant siedząc
| Medal  | Zawodnik              | Czas (1-2 przejazd)        |
| Złoto  | Kuniko Obinata (JPN)  | 2:05,030 (1:05,82-59,21)   |
| Srebro | Laurie Stephens (USA) | 2:05,110 (1:06,65-58,46)   |
| Brąz   | Daila Dameno (ITA)    | 2:08,080 (1:05,85-1:02,23) |

### Slalom stojąc
| Medal  | Zawodnik              | Czas (1-2 przejazd)    |
| Złoto  | Allison Jones (USA)   | 1:30,140 (48,24-41,90) |
| Srebro | Solène Jambaqué (FRA) | 1:32,610 (47,78-44,83) |
| Brąz   | Sandy Dukat (USA)     | 1:33,660 (50,01-43,65) |

### Slalom niewidomych
| Medal  | Zawodnik               | Czas (1-2 przejazd)    |
| Złoto  | Pascale Casanova (FRA) | 1:37,370 (51,22-46,15) |
| Srebro | Sabine Gasteiger (AUT) | 1:38,390 (53,21-45,18) |
| Brąz   | Silvia Parente (ITA)   | 1:41,460 (53,41-48,05) |

### Slalom siedząc
| Medal  | Zawodnik              | Czas (1-2 przejazd)    |
| Złoto  | Stephani Victor (USA) | 1:48,540 (56,58-51,96) |
| Srebro | Daila Dameno (ITA)    | 1:49,530 (58,19-51,34) |
| Brąz   | Tatsuko Aoki (JPN)    | 1:51,390 (59,63-51,76) |